# Integrationsmedaille
[veraltet] 
Die Integrationsmedaille ist eine Auszeichnung der deutschen Bundesregierung und wird seit dem Jahr 2010 an Einzelpersonen verliehen, die sich durch herausragendes persönliches Engagement in besonderer Weise um die Integration verdient gemacht haben.

## Entstehung und Vorschlagsrecht
Die Integrationsmedaille wurde im Jahr 2010 auf Anregung der damaligen Integrationsbeauftragten der Bundesregierung, Staatsministerin Maria Böhmer, ins Leben gerufen.
Die Auszeichnung wird seitdem jährlich an acht Bürger (nicht an Verbände oder Vereinigungen) vergeben, die sich in besonderer Weise für die Integration von Menschen mit Migrationshintergrund in Deutschland und für ein gutes Miteinander in der Gesellschaft einsetzen. 
Eines der Kriterien für die Vergabe der Medaille ist, dass das Engagement für Integration modellhaft und nachhaltig ist.
Das Vorschlagsrecht für die Vergabe der Medaillen liegt bei den Fraktionen der politischen Parteien im deutschen Bundestag; die zulässige Anzahl der Vorschläge richtet sich dabei nach der Stärke der Fraktionen. Die Nationalität der Vorgeschlagenen spielt bei der Nominierung keine Rolle.

## Prägestätte und Aussehen
Die Medaillen wurden in der Staatlichen Münze Berlin geprägt. Sie bestehen aus Silber, wiegen 20 g und haben einen Durchmesser von 4 cm. Die Staatlichen Museen Berlin stellen in ihrem Münzkabinett ein „Belegexemplar“ der Integrationsmedaille aus. Eine genaue Beschreibung der Inschriften auf Vorder- und Rückseite sowie weitere Details über die Medaille können auf der Homepage des Münzkabinetts Berlin eingesehen werden.

## Verleihung
Die Verleihung der Integrationsmedaille mit einer zugehörigen Urkunde findet jeweils in den Herbstmonaten im Rahmen einer Feierstunde im Bundeskanzleramt in Berlin statt. Sie erfolgt durch die amtierende Staatsministerin bei der Bundeskanzlerin, die das Amt der Beauftragten der Bundesregierung für Migration, Flüchtlinge und Integration innehat.

## Liste der Träger der Integrationsmedaille
Folgende Personen wurden seit dem Jahr 2010 mit der Integrationsmedaille der Bundesregierung ausgezeichnet:

### Auszeichnungen im Jahr 2010
Die Verleihung erfolgte am 1. Dezember 2010 durch die Integrationsbeauftragte der Bundesregierung, Staatsministerin Maria Böhmer.

Folgende Personen wurden ausgezeichnet:

Ahmed Al Kadari (Raunheim), Familie Aridi (Zeven), Turgut Altuğ (Berlin), Beyhan Güler (Bendorf), Remzi Güneysu (Erlangen), Adnan Mermertas (Herne), Dagmar Reissig (Kernen) und Mekonnen Shiferaw (Berlin).

### Auszeichnungen im Jahr 2011
Die Verleihung erfolgte am 30. November 2011 durch die Integrationsbeauftragte der Bundesregierung, Staatsministerin Maria Böhmer.

Folgende Personen wurden ausgezeichnet:

Sidar Aydınlık-Demirdöğen (Frankfurt/Main), Gloria Boateng (Hamburg), Lamya Kaddor (Duisburg), Oguzhan Oguz (Koblenz), Amal Samhat (Berlin), Ümit Sormaz (Nürnberg), Michael Stenger (München) und Andreas Wojcik (Troisdorf).

### Auszeichnungen im Jahr 2012
Die Verleihung erfolgte am 24. Oktober 2012 durch die Integrationsbeauftragte der Bundesregierung, Staatsministerin Maria Böhmer.

Folgende Personen wurden ausgezeichnet:

Sonja Brogiato (Leipzig), Nurdane Görgün (Offenburg), Mübeccel Koçer (Düren), Philipp Kohl (Mannheim), Johann Koops (Lingen), Aslı Peker Gaubert (Berlin),

Heinz Ratz (Kiel) und Nevin Şahin (Hildesheim).

### Auszeichnungen im Jahr 2013
Über die Verleihung der Integrationsmedaille im Jahr 2013 sind derzeit keine Daten verfügbar.

### Auszeichnungen im Jahr 2014
Die Verleihung erfolgte am 12. November 2014 durch die Beauftragte der Bundesregierung für Migration, Flüchtlinge und Integration, Staatsministerin Aydan Özoğuz.

Folgende Personen wurden ausgezeichnet:

Sarah Abel (Berlin), Abdullah Altun (Duisburg), Danae Christodoulou (Lüneburg), Phedon Codjambopoulo (Köln), Salih Elmascan (Köln), Mathilde Killisch (Fürstenwalde/Spree), Helmut Nölling (Kreuztal) und Simone Treis (Köln).

### Auszeichnungen im Jahr 2015
Die Verleihung erfolgte am 14. Oktober 2015 durch die Beauftragte der Bundesregierung für Migration, Flüchtlinge und Integration, Staatsministerin Aydan Özoğuz.

Folgende Personen wurden ausgezeichnet:

Avni Ayyıldız (Berlin), Marina Baldin (Duisburg), Sevgi Bozdağ (Berlin), Markus Göpfert (Mayen), Osman Mahmalat (Hagen), Manfred Makowitzki (Ulm), Inga Marie Sponheuer (Essen) und Arif Ünal (Köln).

### Auszeichnungen im Jahr 2016
Die Verleihung erfolgte am 19. Dezember 2016 durch die Beauftragte der Bundesregierung für Migration, Flüchtlinge und Integration, Staatsministerin Aydan Özoğuz. Auch Bundeskanzlerin Angela Merkel nahm an Veranstaltung teil.

Folgende neun Personen wurden ausgezeichnet:

Abdulrahman Abbasi (Göttingen), Bella Buchner (Leverkusen), Şukriye Doğan (Berlin), Sefariye Ekşi (Köln), Allaa Faham (Hamburg), Anke Kästner (Leipzig), Xhavit Mustafa (Bayreuth), Steffen Vogt (Rostock), Mohamad Zaher (Berlin).
[veraltet]